# The Father
The Father er en dramafilm instrueret af Florian Zeller i sin debut som instruktør, baseret på hans skuespil Le Pére fra 2012.
Filmen er en Fransk-britisk co-produktion med Anthony Hopkins, Olivia Colman, Mark Gatiss, Imogen Poots, Rufus Sewell og Olivia Williams på rollelisten. Den handler om en aldrende mand der skal håndtere sit fremskredne hukommelsestab.
Filmen havde verdenspremiere på Sundance Film Festival den 27. januar 2020 og får efter planen premiere i Danmark 10. juni 2021.
Filmen fik ros af kritikerne, der fremhævede Hopkins og Colmans skuespil og dens portræt af demens.
Filmen blev nomineret til 6 Oscarstatuetter ved Oscaruddelingen 2021 inklusive Bedste film, bedste mandlige hovedrolle (Hopkins) og bedste kvindelige birolle (Colman).